# Elecciones al Senado de los Estados Unidos de 2024
Las elecciones al Senado de los Estados Unidos de 2024 se celebraron el 5 de noviembre de 2024. Se celebraron elecciones programadas regularmente para 33 de los 100 escaños del Senado de los Estados Unidos. y se celebraron elecciones especiales en California y Nebraska. Los senadores estadounidenses se dividen en tres clases cuyos mandatos de seis años se escalonan de modo que se elige una clase diferente cada dos años. Los senadores de clase 1 se enfrentaron a elecciones en 2024. Los republicanos cambiaron cuatro escaños que estaban en manos de los demócratas, recuperando la mayoría en el Senado por primera vez en cuatro años, y la mayor ganancia para cualquiera de los partidos desde 2014. Los republicanos defendieron con éxito todos sus propios escaños por primera vez desde 2014. Esta fue la primera vez desde 1980 que los republicanos cambiaron el control de una cámara del Congreso en un año presidencial.
Un total de 26 senadores estadounidenses (15 demócratas, nueve republicanos y dos independientes) buscaron la reelección en 2024, mientras que siete senadores se negaron a buscar la reelección. Además, la senadora Laphonza Butler de California y el senador George Helmy de Nueva Jersey —cada uno de los cuales había sido designado para sus respectivos escaños en el Senado— no se presentó a las elecciones de 2024. Simultáneamente a las elecciones regulares al Senado de 2024, se celebraron dos elecciones especiales al Senado: una en California, para cubrir los dos últimos meses del mandato de Dianne Feinstein tras su fallecimiento en septiembre de 2023; y otra en Nebraska, para cubrir los dos años restantes del mandato de Ben Sasse tras su renuncia en enero de 2023.
Los republicanos obtuvieron el control del Senado de Estados Unidos al revertir un escaño vacante en Virginia Occidental; derrotar a los demócratas en ejercicio en Montana, Ohio y Pensilvania; y conservar todos los escaños que poseían previamente. El avance republicano se atribuyó en parte al éxito del candidato presidencial republicano Donald Trump, quien ganó las elecciones presidenciales de 2024. Candidatos demócratas fueron elegidos en Arizona, Míchigan, Nevada y Wisconsin, a pesar de que Trump había ganado en esos estados. Ningún republicano ganó en un estado donde Kamala Harris ganó las elecciones presidenciales.

## Retirados
| Estado              | Senador | Senador             | Ref.   |
| ------------------- | ------- | ------------------- | ------ |
| Arizona             |         | Kyrsten Sinema      |        |
| California          |         | Laphonza Butler (i) |        |
| Delaware            |         | Tom Carper          | [ 14 ] |
| Indiana             |         | Mike Braun          | [ 15 ] |
| Maryland            |         | Ben Cardin          | [ 16 ] |
| Míchigan            |         | Debbie Stabenow     | [ 17 ] |
| Nueva Jersey        |         | George Helmy (i)    |        |
| Utah                |         | Mitt Romney         |        |
| Virginia Occidental |         | Joe Manchin         |        |